# Назаров, Ораз Шарифович
Ораз Шарифович Назаров (3 февраля 1970) — советский и таджикский футболист.
Сын заслуженного тренера СССР по футболу Шарифа Назарова. Часто играл в тех командах, где отец был главным тренером.
Окончил Таджикский институт физической культуры им. Калинина (1991).

## Биография
Начинал футбольную карьеру в конце 80-х в «Памире».
После распада СССР несколько лет провел в клубах низших лиг Германии. В 1994-95 выступал в Узбекистане — сначала за «Навбахор», потом за МХСК. В 1997 играл за клуб «Касансай».
С 1999 играет на исторической родине (с перерывом на 2001 год). В 1999 стал лучшим бомбардиром чемпионата Таджикистана с 27 мячами.
С 2006 начал карьеру тренера в Таджикистане. Был помощником главного тренера в командах «Авиатор», «Хима» (Душанбе), «Энергетик» (Душанбе). С 2009 года — тренер-селекционер «Регар-ТадАЗа».
В августе 2011 назначен главным тренером молодёжной сборной Таджикистана (U-19), сменив на этом посту Махмаджона Хабибуллоева.
На 2014 год работает помощником главного тренера в австрийской команде «Антизенхофен».

## Достижения
- Чемпион Таджикистана 1992
- Обладатель Кубка Таджикистана 1992